# Lysimacheia (Thrace)
Sauf précision contraire, les dates de cet article sont sous-entendues « avant l'ère commune » (AEC), c'est-à-dire « avant Jésus-Christ ».
Lysimacheia (grec ancien : Λυσιμάχεια ou Λυσιμάχια) était une cité et une ville grecque hellénistique de Thrace, située à l'extrémité nord-ouest de la Chersonèse dont subsistent des remparts byzantins, connus sous le nom d’Eksamil, près du village de Bolayır dans la province turque de Çanakkale.
Fondée par le roi Lysimaque en 309 comme capitale de son royaume de Thrace à proximité de l'Hellespont, elle fut plusieurs fois détruite par des séismes et par les populations thraces indigènes et souffrit des vicissitudes des conflits hellénistiques et de l'expansion romaine.
Elle disparaît après une restauration de l'empereur Justinien au VIe siècle de l'ère chrétienne.
Les fouilles, en cours depuis 2006, conduites par l’université de Münster sur les hauteurs d'Ortaköy, devraient mettre au jour les vestiges de la ville.

## Histoire
En 309, le général macédonien, Lysimaque, compagnon du roi de Macédoine Alexandre le Grand, fonde en Thrace par synœcisme une nouvelle cité, et construit une ville à l’extrémité Nord de la Chersonèse de Thrace sur l’isthme de la presqu’île, Lysimacheia, afin de mieux contrôler l'Hellespont. Il la peuple avec les habitants de la colonie athénienne de Cardia sur le golfe Mélas (golfe de Saros), qu'il fait détruire, et de la ville portuaire de Paktye. Admirablement située sur un promontoire (Ortaköy), entre l’Hellespont et le golfe Mélas, la ville contrôle la péninsule et l’Hellespont. En 304, Lysimaque en fait la capitale de son royaume de Thrace : la ville se couvre rapidement de monuments, de temples et de bains et connaît une prospérité rapide. En 287, un tremblement de terre cause d’importantes destructions. Sa prospérité décline rapidement après la mort de Lysimaque (281) ; le royaume passe par droit de conquête sous l'autorité de Séleucos Nikatôr.
En 280, le roi de Macédoine Ptolémée Kéraunos assassine à proximité de la ville  Séleucos Nikatôr qui tentait de s'emparer de la Macédoine et dont l'armée venait de franchir l'Hellespont. En 279/278, une partie des Celtes de Brennos, conduits vers l’Asie Mineure par Leonnorios et Loutarios, après avoir vaincu et tué Ptolémée Kéraunos, traversent la Thrace et dévastent la ville. C'est en 277 qu'Antigonos Gonatas, inflige une lourde défaite aux Galates devant Lysimacheia, détruite peu après par un violent séisme. Dès 275, le roi Antiochos Sôter replace la Chersonèse de Thrace sous l’autorité séleucide. En 246/245, le roi Ptolémée Évergète place la région sous l’autorité lagide, en saisissant Marôneia et Ainos.
Vers 240, Lysimacheia et sa région, au pouvoir du roi séleucide Séleucos Callinicos, servent de base aux ambitions de ce dernier en Europe. Dans les années 230, la cité tombe aux mains du prince séleucide Antiochos Hiérax, révolté contre son frère Séleucos Callinicos. En 228, le roi de Pergame Attale Sôter s’empare des possessions d’Antiochos Hiérax. Après sa défaite devant les généraux séleucides et son assassinat en Thrace, Dionysios de Lysimacheia est envoyé réclamer son corps pour l'incinérer.
Sous le règne du roi Ptolémée Philopator (222-205), la cité est sous l'autorité lagide.
La cité de Lysimacheia est associée à la ligue étolienne (207/205) qui lui envoie un stratège, et connaît une période de déclin. Les cités de Chersonèse de Thrace, dont Lysimacheia, tombent au pouvoir du roi de Macédoine Philippe V (202-200) : le stratège étolien est expulsé par les Macédoniens qui établissent une garnison à Lysimacheia pour éviter que la ville ne succombe sous les attaques des Thraces. Les Étoliens protestent auprès du sénat romain.
La cité souffre de la guerre des Romains contre Philippe V qui, battu à Cynocéphales (197), doit renoncer à la Chersonèse ; Lysimacheia est alors détruite par les Thraces. Dès 196/195, le roi séleucide Antiochos Mégas reprend possession du royaume et de la ville, qu'il repeuple et fortifie pour en faire la résidence de son fils Séleucos ; de nouveaux colons grecs s’y installent. C'est à Lysimacheia qu'Antiochos Mégas s'entretient avec les commissaires du sénat romain, Publius Cornelius Lentulus, L. Terentius et Publius Villius Tappulus
Le consul Lucius Cornelius Scipion s’empare de la ville (190/189), contraint Antiochos Mégas à rentrer en Asie et à laisser la région sous le protectorat romain.
La paix d’Apamée (188) place la cité et la Chersonèse  sous le contrôle du roi attalide Eumène Sôter de Pergame.
En 144, les Thraces Caenes / Kainoi du roi Diégylis révoltés prennent et détruisent définitivement la ville ; les Romains reprennent rapidement le contrôle de la région.
Au IVe siècle apr. J.-C., l’historien Ammien Marcellin cite encore Lysimacheia et, au VIe siècle, l’empereur Justinien reconstruit des fortifications en incluant la ville, dans l’Hexamilion, long mur de 6 miles, qui barre la péninsule.

## De nos jours
Il reste peu de traces de la ville hellénistique, près du village de Bolayır dans la province turque de Çanakkale en Thrace orientale ; seuls les remparts de Justinien, connus sous le nom d’Eksamil, sont visibles. Des fouilles, en cours depuis 2006, conduites par l’université de Münster, devraient mettre au jour les vestiges de la ville.